# زعرور أصفر
زُعرور أصفر هو نوع من الزعرور موطنه جنوب شرق الولايات المتحدة من فرجنية إلى افلوردة وغربًا إلى مِسِسِبّيّ. 

مثل معظم نباتات الزعرور ، تحمل النباتات التي تشبه C. flava ثمارًا صالحة للأكل يمكن استخدامها لصنع المربى ولها مذاق خفيف وهي جافة قليلاً، تنمو في مجموعات كبيرة بعضها على شكل الكمثرى . خشبها صلب ويمكن تحويله إلى أدوات صغيرة كما هو الحال مع معظم أنواع الزعرور .